# Hạ Hầu Huyền
Hạ Hầu Huyền (chữ Hán: 夏侯玄; 209-254), biểu tự Thái Sơ (泰初 hay 太初), là một quan viên Tào Ngụy thời Tam Quốc.
Hạ Hầu Huyền là một trong những lãnh tụ đầu tiên của Huyền học, để lại tác phẩm Hạ Hầu Huyền tập, nay đã thất lạc. Hạ Hầu Huyền tướng mạo anh tuấn, cùng bọn Kê Khang, Phan Nhạc đều là thời kỳ Ngụy Tấn mỹ nam tử. Huyền cùng Gia Cát Đản, Đặng Dương, Điền Trù hợp xưng Tứ thông (四聰); lại cùng Hà Yến, Vương Bật hai người cùng thuộc về Sĩ phái.

## Tiểu sử
Hạ Hầu Huyền là người quận Tiếu, Phái quốc (nay là Bạc Châu, An Huy), là con trai của Hạ Hầu Thượng và Đức Dương hương chúa, em gái Tào Chân, theo vai vế thì ông gọi Tào Sảng là biểu huynh.
Từ nhỏ nổi tiếng trí tuệ, bái chức Hoàng môn Thị lang (黄门侍郎). Về sau, do xích mích với Mao Tằng (毛曾), là em trai của Mao hoàng hậu của Tào Duệ nên bị biếm làm Vũ Lâm giám (羽林監). Bên cạnh đó, việc ông giao du với Gia Cát Đản, Đặng Dương cùng Điền Trù cũng khiến Tào Duệ ác cảm và thường tìm cớ để biếm họ ra khỏi triều đình.
Năm Hoàng Sơ thứ 3 (239), Tào Duệ băng hà, con nuôi của Tào Duệ là Tào Phương kế vị, do Tào Sảng làm phụ chính cùng với Tư Mã Ý. Tào Sảng thăng quan cho Hạ Hầu Huyền lên làm Tán kị Thường thị (散騎常侍), kiêm thêm Trung hộ quân (中護軍). Hạ Hầu Huyền vốn có tiếng là một học giả, ngang hàng với Hà Yến cũng là một người theo phe cánh Tào Sảng. Trong khi đó, cả hai đều có giao du với Tư Mã Sư là con trưởng của Tư Mã Ý, vì Tư Mã Sư đã lấy em gái ông là Hạ Hầu Huy.
Vài năm sau, Hạ Hầu Huyền được thăng làm Chinh Tây tướng quân (征西將軍) và giao cho quản lý binh sự tại hai huyện Ung và huyện Lương và ông chọn người bạn của mình Lý Thắng (李勝) làm chức Trưởng sử phó quan. Theo ý kiến của Lý Thắng, Hạ Hầu Huyền và Tào Sảng quyết định một chiến dịch chống lại Thục Hán tại biên cương. Tuy nhiên, chiến dịch này hoàn toàn thất bại do trận Hưng Thế. Do thất bại này, cả danh vọng của Hạ Hầu Huyền lẫn Tào Sảng bị thiệt hại nặng nề.
Năm Chính Thủy thứ 10 (249), lợi dụng việc Tào Sảng vắng mặt ở Lạc Dương, Tư Mã Ý gây nên cuộc binh biến lật đổ thế lực của Tào Sảng. Cả gia đình họ Tào cùng nhiều thân tín bị xử tử hoặc tống giam. Sau đó, Hạ Hầu Huyền được triệu về kinh sư để phong làm Đại hồng lư (大鴻臚). Sau đó lại lên làm Thái thường (太常).
Vì lý do từng kết giao với Tào Sảng, trong khoảng thời gian nhà Tư Mã điều hành chính quyền Tào Ngụy, Hạ Hầu Huyền không được cân nhắc các chức vụ có thực quyền và ông phải trải qua một khoảng thời gian cực kì chán nản và tuyệt vọng. Sau cái chết của Tư Mã Ý, Tư Mã Sư kế nghiệp làm người chỉ huy chính quyền Tào Ngụy, và cả Tư Mã Sư lẫn em trai Tư Mã Chiêu đều không muốn buông tha cho Hạ Hầu Huyền.
Năm Gia Bình thứ 6 (254), Lý Phong, người đang giữ chức Trung thư lệnh âm mưu một kế hoạch ám sát và lật đổ Tư Mã Sư. Ông muốn Hạ Hầu Huyền góp sức, như thế Hạ Hầu Huyền sẽ trở thành Đại tướng quân, và chính quyền Tào Ngụy sẽ về tay Tào Phương, vị Hoàng đế đã trở thành bù nhìn trong khoảng thời gian dài từ Tào Sảng đến hiện tại là Tư Mã Sư.
Thế nhưng, kế hoạch bại lộ và Hạ Hầu Huyền cùng Lý Phong và đồng đảng đều bị Tư Mã Sư xử tử.